# 信州新町美術館

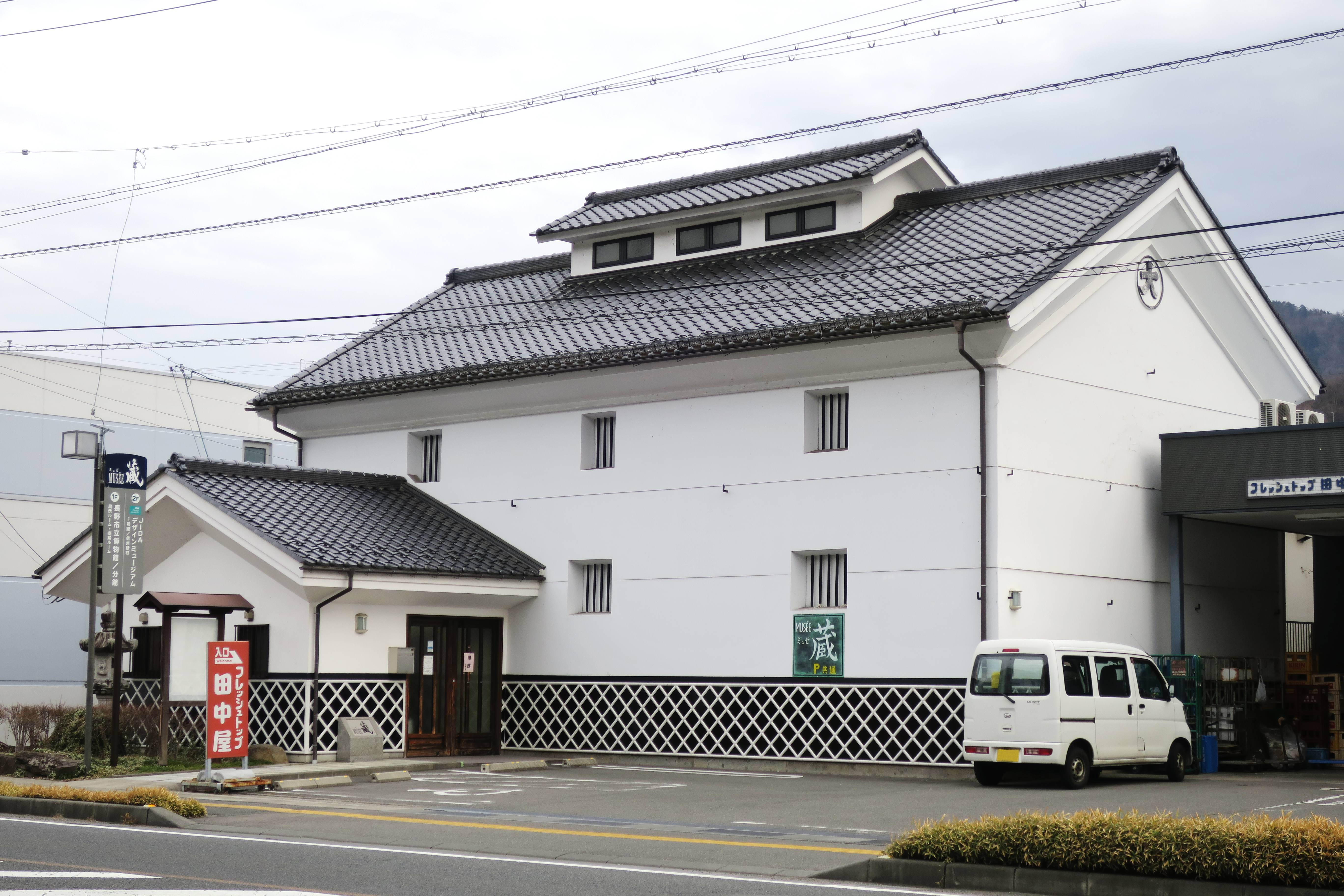
別館ミュゼ蔵

信州新町美術館（しんしゅうしんまちびじゅつかん）は、長野県長野市信州新町にある公立美術館で、長野市立博物館の分館として位置づけられている。本稿では同じく長野市立博物館の分館であったミュゼ蔵（ミュゼくら、Musee Kura）についても記載する。

## 概要
二紀会創立委員栗原信が戦後、信州新町を度々訪れ、美術館の建設を提唱したのを受け、1961年に旧信州新町美術館条例を制定、施設のないまま絵画の収集、保存を行い、1968年に信州新町公民館に展示室を設立、1982年に隣接する有島生馬記念館と同時に現在の美術館が開館した。収蔵作品はすべて作家本人や、篤志家からの寄付によるものである。
別館のミュゼ蔵は、街中にある酒蔵を利用し、1階の展示室は貸ギャラリーとなっており、個展やグループでの展示会などを開催し、 2階はJIDAデザインミュージアム（日本インダストリアルデザイナー協会）ほか、企画展を開催していた。しかし、2020年春頃から新型コロナウイルス対策のため休館。2021年に一階の部分の廃止が決定、2022年3月31日をもって廃止となった。

## 主な収蔵作品
栗原信の水彩画約20点、約3か月水内小学校に逗留し新町の風景画を多数残した横井弘三の絵画約80点、日本水彩画会創立委員の赤城泰舒の水彩画約450点、版画家の小泉癸巳男の版画と版木約100組200点青山杉雨の書画多数など、水内ダムの風景を愛した作家達および篤志家からの寄贈作品の他、地元の篤志家の寄付による円山応挙、頼山陽、佐久間象山、向井潤吉、長井雲坪の書画など、約2300点を収蔵・展示し、常設展示や年数回の企画展を実施している。

## 所在地
- 信州新町美術館 長野市信州新町上条88-3
- 信州新町美術館別館ミュゼ蔵 長野市信州新町新町37-1

## アクセス
- 車：国道19号沿い　長野市内→約40分、安曇野市→約50分、大町市→約40分
高速道路：長野自動車道安曇野IC→約50分・上信越自動車道長野IC→約40分
- 電車：最寄り駅はJR東日本長野駅
- バス：長野駅善光寺口バス乗り場2番、アルピコ交通「26 新町大原橋線」→約40分→「新町美術館前」下車→徒歩約1分
ミュゼ蔵は「新町美術館前」の次の「新町」下車→徒歩約2分